# Siergiej Łowaczow
Siergiej Władimirowicz Łowaczow, ros. Сергей Владимирович Ловачёв (ur. 18 maja 1959 w Pietrowsku Zabajkalskim) – uzbecki lekkoatleta specjalizujący się w długich biegach sprinterskich. W czasie swojej kariery reprezentował Związek Socjalistycznych Republik Radzieckich.

## Sukcesy sportowe
W 1983 r. zdobył w Helsinkach złoty medal mistrzostw świata w biegu sztafetowym 4 × 400 metrów. W 1984 r. zdobył w Göteborgu tytuł halowego mistrza Europy w biegu na 400 metrów. W tym samym roku zajął w Moskwie, wspólnie ze sprinterami radzieckimi, I miejsce w biegu sztafetowym 4 × 400 metrów podczas zawodów "Przyjaźń-84".
Był brązowym medalistą mistrzostw ZSRR w biegu na 400 metrów w 1983, a w hali był wicemistrzem ZSRR na tym dystansie w 1979, 1983 i 1984 oraz brązowym medalistą w 1980 i 1982.

## Rekordy życiowe
- bieg na 400 metrów – 45,37 – Kijów 22/06/1984 (rekord Uzbekistanu)
- bieg na 400 metrów (hala) – 46,72 – Göteborg 04/03/1984 (rekord Uzbekistanu)